# Solberga församling, Skara stift
Solberga församling var en församling i Skara stift och i Falköpings kommun. Församlingen uppgick 1998 i Åsarps församling. 

## Administrativ historik
Församlingen har medeltida ursprung.
Församlingen var till 1983 annexförsamling i pastoratet Norra Åsarp, Smula, Solberga och Kölaby som från 1962 även omfattade Fivlerads och Kölingareds församlingar. Från 1983 till 1992 annexförsamling i pastoratet Norra Åsarp, Smula, Solberga och Fivlered. Från 1992 till 1998 annexförsamling i pastoratet Åsarp-Smula, Solberga och Fivlared. Församlingen uppgick 1998 i Åsarps församling.

## Kyrkor
- Solberga kyrka